# Expansión territorial de Chile

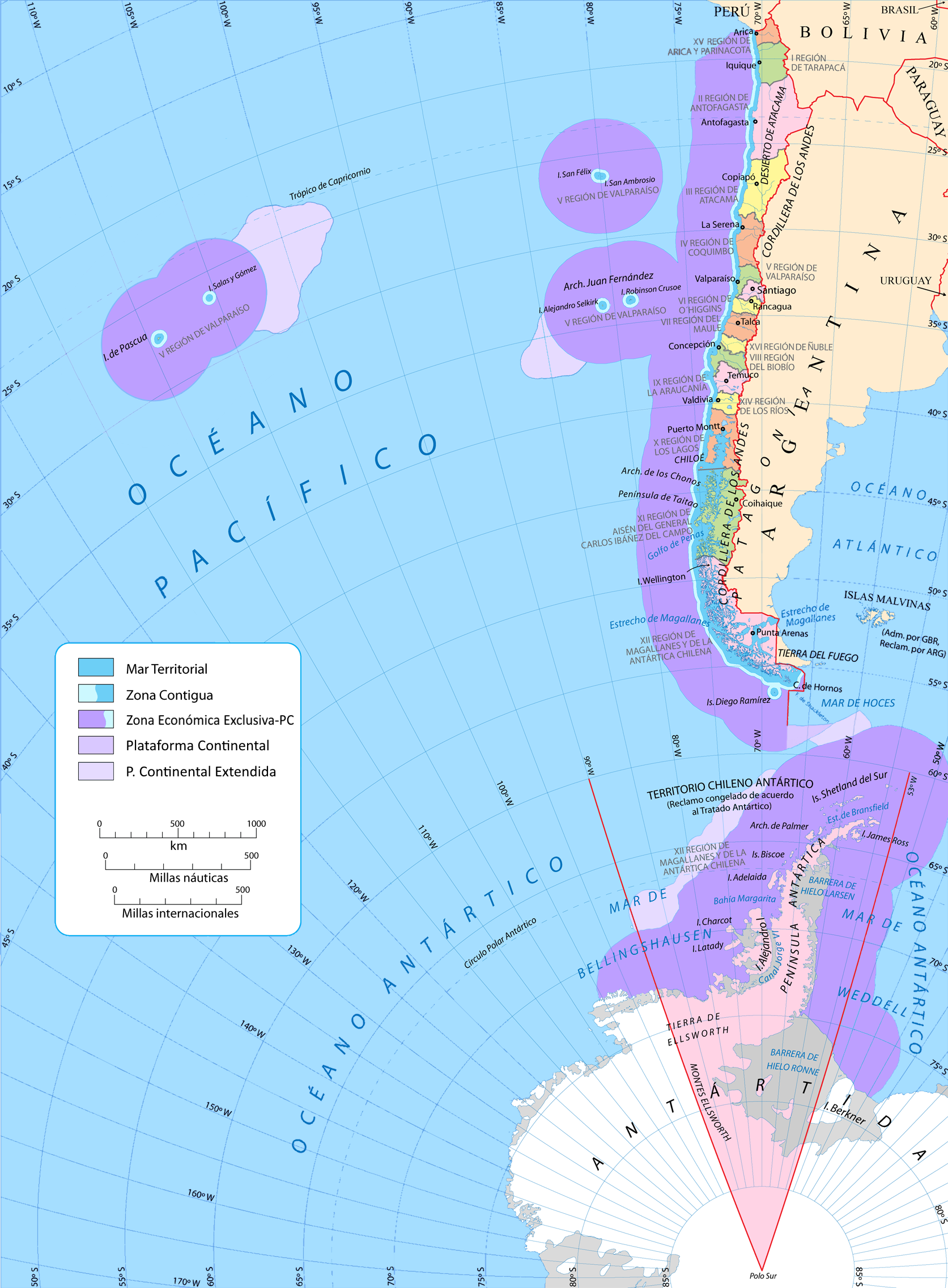
Mapa actual de Chile que incluye su plataforma continental y reclamación antártica.

La expansión territorial de Chile fue un proceso de incorporación de diversos territorios por dicho país en el siglo XIX que le pertenecían de  pero aún no controlaba de facto (en su mayoría), principalmente durante el periodo de la República Liberal (1861-1891). Consistió básicamente en operaciones militares, no necesariamente coordinadas entre sí, siendo uno de los ejes centrales política del país.
Al emanciparse del Imperio español en 1818, la nueva república controlaba el territorio ubicado entre la zona de Copiapó al norte, la cordillera de los Andes al este, el río Biobío al sur, el océano Pacífico al oeste y algunas islas que heredó de la Capitanía General de Chile. Los enclaves de Valdivia y Osorno también formaban parte de la capitanía, pero después de 1818 seguían en manos de los realistas.

## Hacia el sur

El Cono Sur antes de las guerras de independencia hispanoamericanas.

### Toma de Valdivia
Ocurrió el 3 y 4 de febrero de 1820 en el Gobierno de Valdivia

### Toma de Osorno
Ocurrió el 6 de marzo de 1820 en el Gobierno de Osorno.

### Conquista de Chiloé
Tras la victoria patriota en la batalla de Maipú (1818) y luego de la conquista de Valdivia (1820), se buscó incorporar el archipiélago de Chiloé a la naciente República de Chile. De manera transversal, la élite política chilena consideró que la permanencia de ese territorio bajo posesión española (quien lo incluía en el Virreinato del Perú) era una amenaza para la independencia, y que para consolidarla era indispensable vencer la resistencia del Gobierno de Chiloé, dirigido por el militar cántabro Antonio de Quintanilla.
El 16 de febrero de 1820, sin orden del Gobierno, la flota del marino inglés Thomas Cochrane zarpó rumbo al sur para intentar tomar el control del Archipiélago. No obstante, los chilotes resistieron la invasión y derrotaron a las tropas en el Combate de Agüi. 
Cuatro años más tarde, en abril de 1824 una nueva invasión buscó el mismo objetivo aunque nuevamente fracasó debido a la resistencia de las milicias chilotas al mando del coronel José Rodríguez Ballesteros, en el Combate de Mocopulli. En enero de 1826, 16 años después de la Primera Junta de Gobierno y 8 años después de la declaración de independencia de Chile, tras las batallas de Pudeto y Bellavista, el general Ramón Freire pudo acabar con la resistencia chilota y obligarlos a capitular.
El 15 de enero de 1826, con la firma del Tratado de Tantauco se selló la incorporación de este territorio a Chile.

### Toma de posesión del estrecho de Magallanes y colonización de esta zona

Presencia efectiva de Chile en la Patagonia Austral entre 1843 y 1879 antes del tratado de 1881, durante la disputa de la Patagonia Oriental, Tierra del Fuego y el estrecho de Magallanes.

Este proyecto de una colonización magallánica había estado entre las preocupaciones en los primeros gobernantes independentistas. Pero entre ellos fue Bernardo O'Higgins quien, durante su exilio en Perú, comenzó a remover el asunto, enviando diversas cartas que trataban de interesar a las autoridades chilenas en realizarlo.
Por otra parte, luego de que Argentina perdiera las islas Malvinas, se volvió una posibilidad cada vez más creíble el que el Estrecho fuera ocupado por una potencia europea, deseosa de controlar el paso entre el Pacífico y el Atlántico, que cobraba una importancia creciente gracias al desarrollo del barco de vapor.

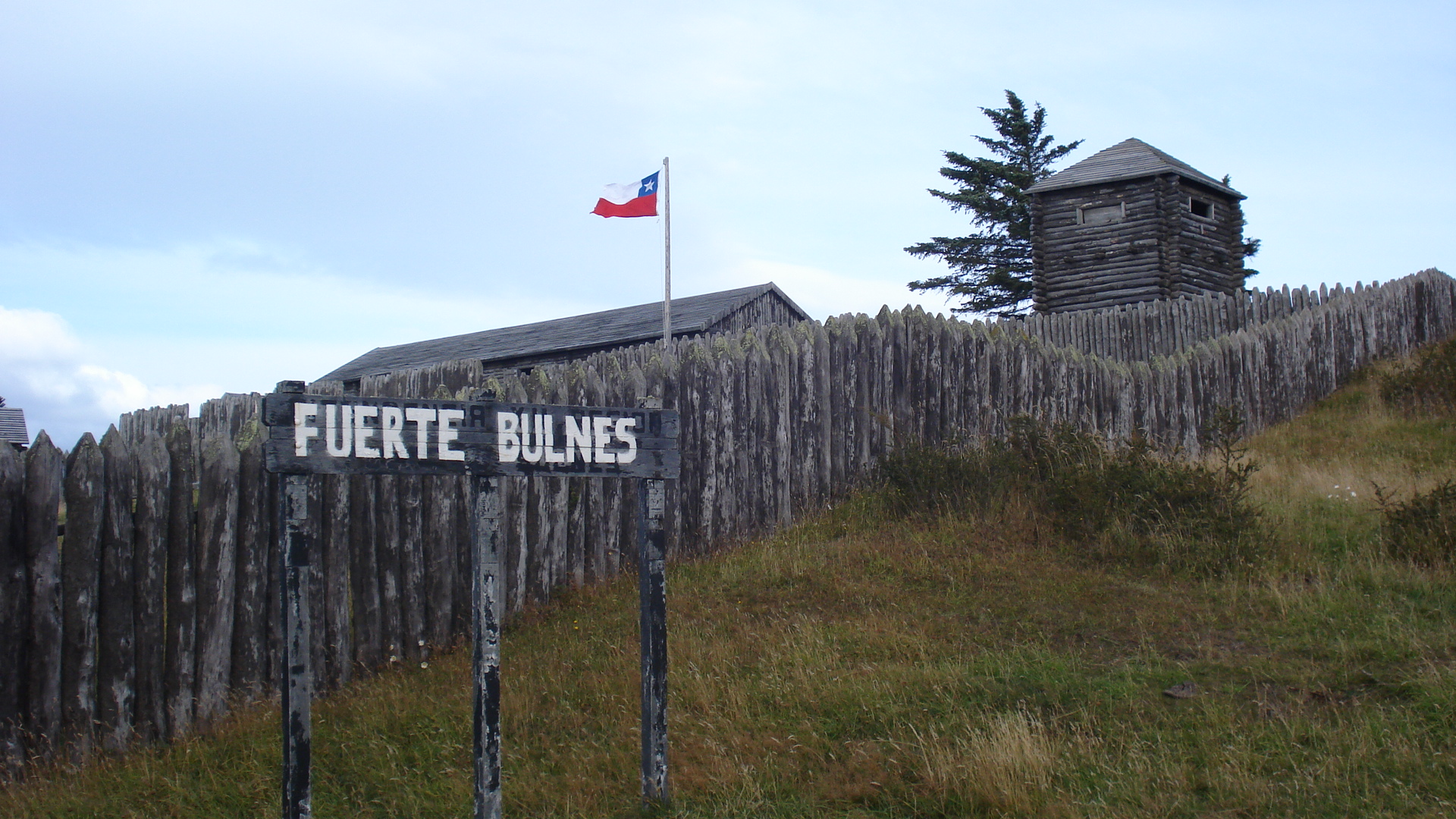
Fuerte Bulnes, levantado en 1843.

Para lograr este objetivo se organizó una expedición y se construyó una goleta bautizada Ancud, que fue el primer barco de guerra hecho en Chile. El viaje entre la ciudad de Ancud y el estrecho de Magallanes fue accidentado y tardó 4 meses, finalmente la toma de posesión se realizó el 21 de septiembre de 1843. Posteriormente se fundó Fuerte Bulnes y, unos años más tarde, la ciudad de Punta Arenas.
Existió un fallido asentamiento chileno en «Puerto Gallegos» a orillas del río homónimo desde el 4 de marzo de 1873. El gobernador de Magallanes, Óscar Viel y Toro por encargo del ministro Adolfo Ibáñez Gutiérrez fue el encargado de fundar el asentamiento, este solo duraría seis semanas luego del acuerdo diplomático entre este país y la Nación Argentina.
También existió presencia de buques chilenos hasta el río Santa Cruz y se intentó fundar un asentamiento denominado «Los Misioneros» en 1874. El gobernador Viel tuvo planes de fundar otro asentamimento de la bahía de San Sebastián en la Isla Grande de Tierra del Fuego.

### Colonización de Llanquihue
Colonización de Llanquihue es el proceso histórico realizado en la zona sur de Chile desde 1846 y durante el siglo XIX para el establecimiento de colonos. Esta colonización se realizó en gran parte de las actuales regiones de Los Ríos y Los Lagos, principalmente en la zona de Valdivia y Llanquihue.

### Colonización de Aysén

Plano general de las concesiones en la región de Aysén hacia 1920.

Iniciada en 1859, con mayor desarrollo entre las décadas de 1900 y 1980.

### Ocupación de la Araucanía
En 1861 el presidente José Joaquín Pérez Mascayano inicia la ocupación de la Araucanía (denominada en los documentos oficiales chilenos como pacificación de la Araucanía), zona que comprende los terrenos ubicados entre el río Biobío, por el norte, y Toltén por el sur. Fue un proceso de invasión militar y aculturación de los territorios mapuches autónomos por parte del estado chileno. Se prolongó hasta 1883.
Estos fueron ocupados (mayormente) Por Alemanes, los cuales fueron invitados a vivir a ese lugar, luego de verse que sus tierras estaban bastante bien cuidadas y fértiles.

## Hacia el norte

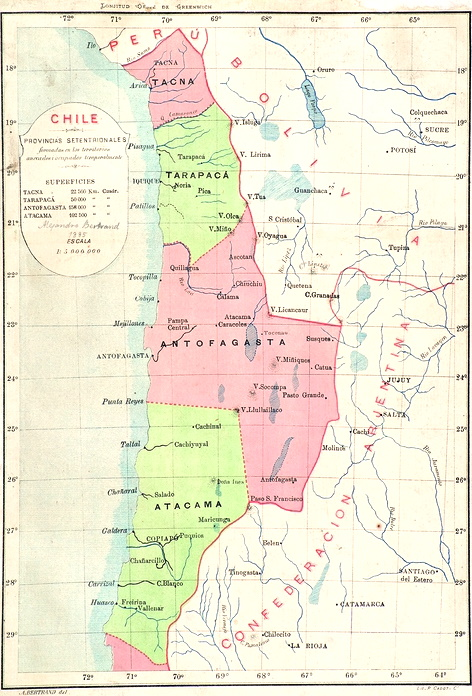
Territorios ganados en la guerra del Pacífico (al norte de la provincia de Atacama).

Chile venció a Perú y Bolivia en la llamada Guerra del Pacífico o Guerra del Salitre, relacionada con el control de los yacimientos de salitre en el desierto de Atacama. La guerra tuvo lugar entre 1879 y 1884 y se saldó con la anexión a Chile del litoral boliviano y de las provincias peruanas de Tacna y Arica. En 1929 Chile devolvió la soberanía sobre Tacna.
El Ejército de Chile controló la totalidad de la Puna de Atacama después de la guerra, sin embargo en 1899 resuelve mediante la diplomacia la disputa sobre el territorio y se queda con una parte menor del territorio.

## Transcontinental

### Incorporación de la isla de Pascua
En 1887, Chile quiso anexionar la isla para lo cual comisionó a Policarpo Toro, capitán de la Armada de Chile, quien por medio de negociaciones realizó la compra de terrenos en la isla a petición del obispo de Valparaíso, dueño de 600 hectáreas, junto con los hermanos Salmon, Dutrou-Bornier y John Brander, de Tahití; esto pese a que, según la tradición, las tierras no se podían vender.
El 9 de septiembre de 1888, Chile firmó un tratado con los nativos representados por Atamu Tekena. Se redactó un documento en español y otro en rapanui mezclado con tahitiano. El texto en español habla de la cesión de soberanía a Chile, reservando al mismo tiempo, para los jefes que concurrieron al acuerdo, los títulos de que estaban investidos y que gozaban en ese momento, sin hacer alusión a la propiedad de la tierra. A su vez, el texto en rapanui mezclado con tahitiano no habla de cesión de tierras y usa el concepto de «mau te hoa kona» (traducido como 'amigo del lugar', relacionado con una anterior solicitud de protectorado francés) y además indica «ia i haka tika i ta ite runga, iraro ina he kainga kai ta» (traducido como 'escribir sobre lo de arriba, lo de abajo no se escribe aquí', señalando lo que se encuentra en la superficie del terreno).[cita requerida]

### Reclamación del Territorio Chileno Antártico

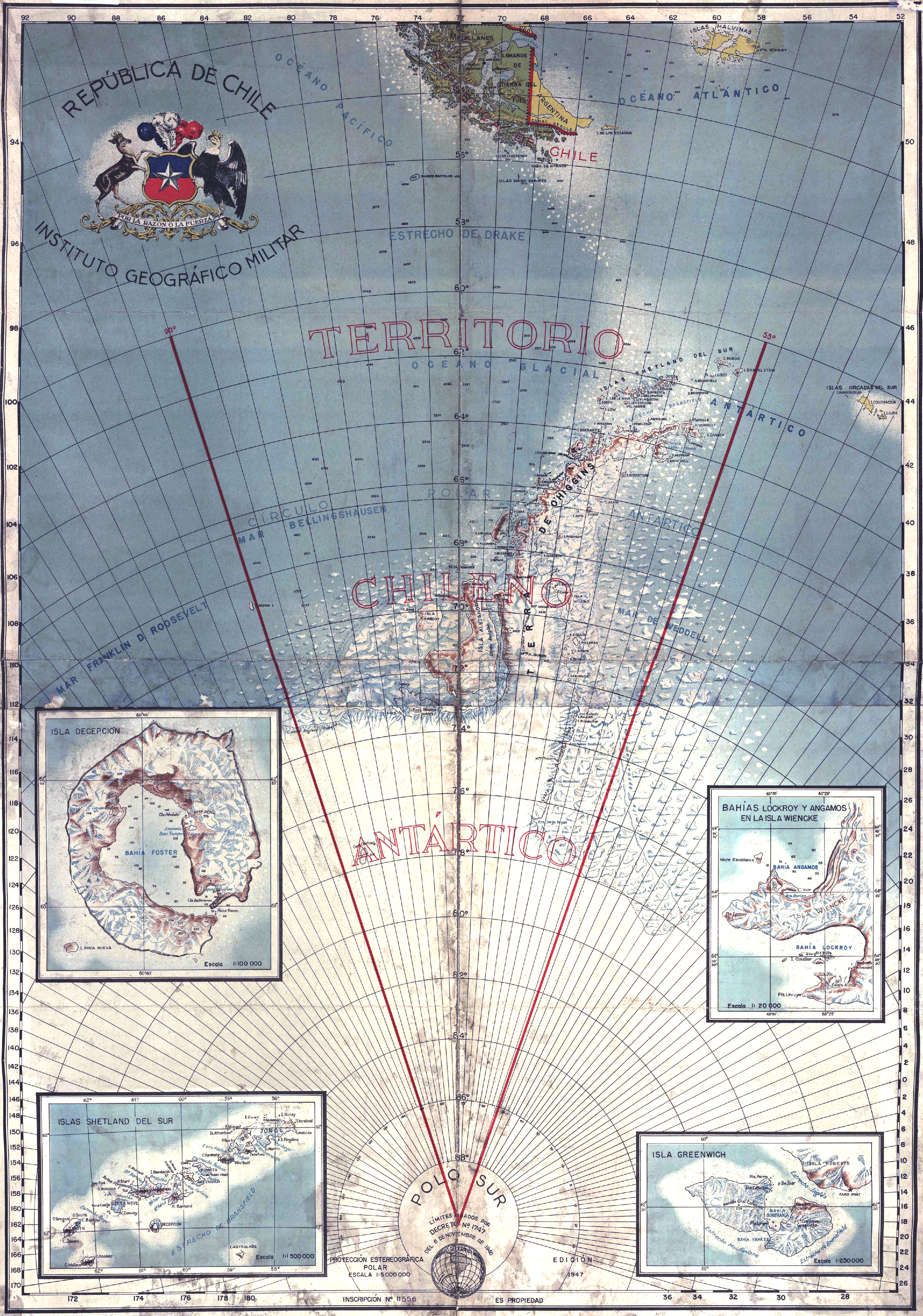
Mapa del Territorio Chileno Antártico hecho por el Instituto Geográfico Militar en 1947.

Las reclamaciones territoriales chilenas sobre la Antártida se basan principalmente en consideraciones históricas, jurídicas y geográficas. En virtud del principio de uti possidetis, usado tras la independencia para definir las fronteras de los nuevos países, Chile consideró que esos títulos incluían derechos sobre la Antártica.
En 1894 el Estado chileno otorgó la potestad a la Gobernación de Punta Arenas para la explotación de recursos marinos al sur del paralelo 54° S. Entregándose numerosos permisos de exploración y explotación a expediciones extranjeras. En 1906 se crea la "Sociedad Ballenera de Magallanes", la cual se instala en las islas Shetland del Sur, constituyendo el primer acto de soberanía chilena sobre dichos territorios. La estación funcionó en forma regular bajo bandera chilena, en temporada estiva, hasta 1914.
El 6 de noviembre de 1940 se promulga el Decreto N.º 1747, promulgado por el Ministerio de Relaciones Exteriores de Chile, que establece los límites exactos de la reclamación antártica chilena.

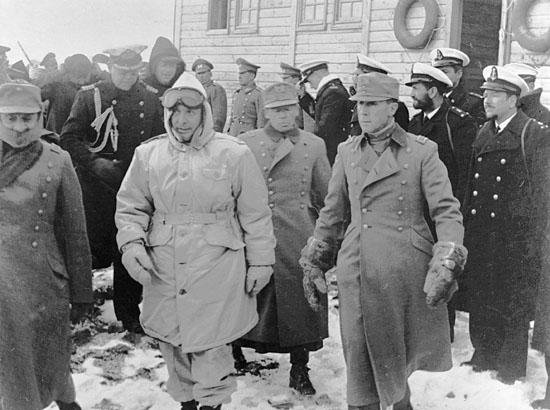
El presidente Gabriel González durante la inauguración de la Base General Bernardo O'Higgins en la Antártica (1948).

Para asegurar su soberanía en el continente antártico, Chile instaló la Base Soberanía, actual Arturo Prat, en 1947. Al año siguiente, y como forma de asentar las reclamaciones chilenas, el presidente Gabriel González Videla inauguró la Base General Bernardo O'Higgins, siendo la primera visita oficial de un jefe de Estado a la Antártida.
El territorio reclamado por Chile abarca las islas Shetland del Sur, la península Antártica, llamada Tierra de O'Higgins en Chile, e islas adyacentes, la isla Alejandro I, la isla Charcot, y parte de la Tierra de Ellsworth, entre otras. Posee una superficie de 1.250.257,6 km². Administrativamente para Chile, el área forma parte de la Comuna Antártica, una de las dos comunas de la Provincia Antártica Chilena, la cual a su vez forma parte de la Región de Magallanes y de la Antártica Chilena.